# 1963

## Esdeveniments
Països Catalans
- 13 de març, Barcelona: atorguen la Lletra d'Or a Nosaltres els Valencians, de Joan Fuster.
- 26 de maig, Mallorca: s'hi celebra l'acabament del Diccionari català-valencià-balear.
- 27 de maig, Barcelona: es publica el nº 628 d'El DDT on es produeix la primera aparició del botones Sacarino.
- 23 d'octubre, Tarragona: fundació del Club Natació Tàrraco.[1]
- 14 de novembre, París, França: Le Monde publica unes declaracions de l'abat de Montserrat, Aureli Maria Escarré, en què defensa la identitat nacional catalana que acabaran comportant que les autoritats franquistes l'expulsin d'Espanya, el 12 de març de 1965.
- 1 de desembre, província d'Alacant: descoberta del Tresor de Villena; és la major troballa àuria de la prehistòria a la península Ibèrica i la segona major de tot Europa, amb quasi 10 quilos i datada al voltant del 1000 aC.[2]

Resta del món
- 5 de març, Estats Units: es publica Sgt. Fury nº 1 on es produeix la primera aparició de Nick Fury.
- 9 d'abril, Estats Units: es publica Strange Tales nº 110 on es produeix la primera aparició de Doctor Strange.
- 11 d'abril, Ciutat del Vaticà: el Papa Joan XXIII publica l'encíclica Pacem in Terris.[3]
- 13 de maig, Londres: comença la publicació de la sèrie Modesty Blaise a Evening Standard.
- 16 de juny, Valentina Tereixkova s'enlaira en la càpsula espacial Vostok-6, convertint-se en la primera dona cosmonauta.[4]
- 2 de juliol, Estats Units: es publica el primer número de The X-Men on es produeix la primera aparició dels X-Men, el seu mentor Charles Xavier i el seu primer gran enemic, Magneto,[5] el mateix dia que es publica el primer número de The Avengers on es produeix la primera formació dels Venjadors.[6]
- 5 d'agost, Moscou: signatura del Tractat de prohibició parcial de proves nuclears, signat poc de temps després de la crisi de Cuba (p És un conjunt de regles sobre la prohibició d'assajos d'armes nuclears a l'atmosfera i sota l'aigua
- 28 d'agost, Martin Luther King, detractor pacifista del racisme als Estats Units, llegeix el seu històric discurs I Have a Dream (Tinc un somni), on condemna la segregació racial de certs col·lectius als Estats Units.[7]
- 1 de setembre, Bèlgica: fixació de la frontera lingüística.[8]
- 31 d'octubre, França: es publica el número 210 de la revista Pilote on es produeix la primera aparició de Blueberry, personatge de còmic de l'oest.
- 23 de novembre, Regne Unit: s'emet el primer episodi de la cèlebre sèrie de ciència-ficció de la BBC Doctor Who.
- 12 de desembre, Kenya s'independitza del Regne Unit.[8]
- 19 de desembre, Zanzíbar va obtenir la seva independència del Regne Unit, com a monarquia constitucional.
- Es funda l'Associació de Congressos i Convencions Internacionals

### Premis Nobel
| Camp                  | Guardonats                                                                                         |
| --------------------- | -------------------------------------------------------------------------------------------------- |
| Física                | - Eugene Wigner - Maria Göppert-Mayer - J. Hans D.Jensen                                           |
| Química               | - Karl Ziegler - Giulio Natta                                                                      |
| Medicina o Fisiologia | - John Carew Eccles - Alan LLoyd Hodgkin - Andrew Huxley                                           |
| Literatura            | - Giorgios Seferis                                                                                 |
| Pau                   | - Comitè Internacional de la Creu Roja - Societats Nacionals de la Creu Roja i la Mitja Lluna Roja |

## Naixements
Països Catalans
- 14 de gener - Lleida: Rosa Maria Molló i Llorens, periodista catalana, vicepresidenta del CAC des del març de 2022.
- 27 de gener - Barcelona: Magda Casamitjana, política catalana, de professió filòloga.[10]
- 14 de febrer - Barcelona: Elisenda Roca, periodista i presentadora de televisió catalana.[11]
- 6 de març - Granollers, Vallès Oriental: Eulàlia Canal i Iglésias, psicòloga de professió, autora de literatura infantil i juvenil, i poetessa.[12]
- 11 de març - Manacor: Bàrbara Duran Bordoy, música, musicòloga, professora i escriptora manacorina.[13]
- 21 de març - Castellfollit de la Rocaː Isabel Banal i Xifré, artista visual catalana.
- 3 d'abril - la Seu d'Urgell: Ester Capella, advocada i política catalana, ha estat senadora, diputada i Consellera de la Generalitat de Catalunya.[14]
- 10 d'abril - Isona: Maria Rosa Amorós i Capdevila, mestra i política catalana. Ha estat diputada, delegada territorial del Govern, alcaldessa i regidora.[15]
- 21 d'abril - Sabadell: Rosa Renom, actriu catalana de teatre, cinema i televisió.[16]
- 1 de maig - Barcelona, Barcelonès: Màrius Serra, escriptor, periodista, autor de mots encreuats, traductor de l'anglès i enigmista català.[17]
- 10 de juny - València: Cristina Moreno Fernández, economista i política, diputada a Corts.[18]
- 29 de juny - Perpinyà: Joan-Lluís Lluís, escriptor nord-català.[19]
- 4 de juliol, Figueres: Anna Junyer Genover, jugadora i entrenadora de bàsquet catalana.[20]
- 6 de juliol, Lleida: Maria Àngels Cabasés i Piqué, economista, professora i política catalana.[21]
- 11 d'agost - 
  - Estopanyà, Ribagorça: Mari Pau Huguet, presentadora de televisió vinculada professionalment a Televisió de Catalunya.[22]
  - Terrassa: Natàlia Mas i Masdefiol, nedadora catalana de les dècades de 1970 i 1980.[23]
- 7 de setembre - Barcelona: Àngels Barceló Suárez, periodista catalana.[24]
- 14 de setembre, Palma: Antònia Real Horrach, nedadora mallorquina campiona d'Espanya.[25]
- 15 de setembre - Barcelona: Teresa Helbig, dissenyadora de moda catalana.[26]
- 2 d'octubre - Sueca, Ribera Baixa: Manuel Baixauli Mateu, escriptor i pintor valencià.
- 22 d'octubre - Vilafranca del Penedès: Eulàlia Valldosera, artista catalana contemporània.[27]
- 28 d'octubre - Barcelona: Queco Novell, periodista, actor i humorista català.
- 5 de novembre, Figueres: Montserrat Aguer i Teixidor, experta en la figura de Salvador Dalí.[28]
- 19 de novembre - Vila-sana: Carles Porta i Gaset, periodista i escriptor català.
- 14 de desembre - Figueres: Vicenç Pagès i Jordà, escriptor i crític literari català (m. 2022).
- 26 de desembre - l'Hospitalet de Llobregat: Núria Marín Martínez, política catalana, alcaldessa de la seva ciutat des de 2008.[29]
- Xavier Adserà i Gebelli, empresari català
- Maria Àngels Boyero Cruz, Sant Feliu de Guíxols, Baix Empordà, nedadora paralímpica.
- Cardona, Joan Caellas Fernández, directiu financer

Resta del món
- 4 de gener, Fosnavåg, Noruega: May-Britt Moser, neurocientífica i psicòloga noruega, Premi Nobel de Medicina 2014.[30]
- 23 de gener: Suzhou, Jiangsu (Xina): Su Tong, escriptor xinès, Premi Mao Dun de Literatura de l'any 2015.[31]
- 30 de gener, Viena, Àustria: Thomas Brezina, escriptor.
- 2 de febrer, Oxon Hill, Washington DC (EUA): Eva Cassidy, cantant de jazz i soul.[32]
- 17 de febrer: Brooklyn, Nova York, EUA: Michael Jordan, jugador de bàsquet estatunidenc.
- 6 de març, Ribadavia, província d'Ourense: Ángela Rodicio, periodista gallega.[33]
- 8 de març, Karlsruhe, Alemanya Occidental: Sasha Waltz, coreògrafa, ballarina i directora d'òpera alemanya.[34]
- 14 de març, Varsòvia: Anna Osmakowicz, actriu i cantant polonesa.
- 26 de març, 
  - Madrid, Espanya: Amparo Larrañaga, actriu espanyola.[cal citació]
  - Boulogne-Billancourt Alts del Sena: Irène Frachon, metgessa pneumòloga francesa, que va destapar l'afer Mediator.[35]
- 27 de març:
  - Knoxville (Tennessee), Estats Units: Quentin Tarantino, director i escriptor Estatunidenc.[36]
  - Santa Rosa, Brasil: Xuxa, actriu i cantant brasilera.[37]
- 2 d'abril, Vietnam del Sud: Phan Thị Kim Phúc, activista vietnamita, “la nena del napalm”.[38]
- 5 d'abril - Holyoke, Massachusetts, Estats Units: Arthur Adams, dibuixant i escriptor de còmics estatunidenc.[39]
- 13 d'abril, Garri Kaspàrov: jugador d'escacs rus (soviètic fins al 1991).[40]
- 6 de maig, Milà: Alessandra Ferri, ballarina italiana considerada la més gran ballarina italiana des de Carla Fracci.[41]
- 11 de maig, 
  - Londres, Regne Unit: Natasha Richardson, actriu britànica.[42]
  - Estocolm, Suècia: Nina Stemme, soprano lírico-dramàtica sueca.[43]
- 9 de juny, Owensboro, Kentucky: Johnny Depp, actor nord-americà.
- 10 de juny, Tulsa, Oklahoma, EUA: Jeanne Tripplehorn, actriu Estatunidenc.
- 12 de juny, Tomar: Margarida Cardoso, directora de cinema i realitzadora portuguesa.[44]
- 13 de juny, Ciutat de Mèxic: Olvido Gara –Alaska–, cantant i compositora hispanomexicana, representativa de la movida madrileña.[45]
- 18 de juny, Hestra, Suècia: Iréne Theorin, soprano dramàtica sueca.[46]
- 20 de juny, Écija, Sevilla: Mercedes Alaya Rodríguez, jutgessa espanyola.[47]
- 24 de juny, Milà, Itàlia: Benedetta Tagliabue, arquitecta italiana establerta a Catalunya.[48]
- 25 de juny, Londres: Georgios Kyriacos Panayiotou, cantant anglòfon (m. 2016).[49]
- 29 de juny, Rheinfelden, Alemanya: Anne-Sophie Mutter, violinista alemanya.[50]
- 4 de juliol, Münster: Ute Lemper, cantant i actriu alemanya, coneguda per la seva interpretació del treball de Kurt Weill.[51]
- 1 d'agost - Boulder: John Carroll Lynch, actor i director estatunidenc.
- 9 d'agost - Newark: Whitney Houston, cantant nord-americana (m. 2012).[52]
- 1 de setembre, Madrid: Almudena Ariza Núñez, periodista espanyola.[53]
- 27 de setembre, Negreira: Minia Manteiga, astrofísica gallega, membre Real Academia Galega das Ciencias.[54]
- 11 d'octubre - Alausí: Fernando Villavicencio, Polític i periodista equatorià (m. 2023).
- 15 d'octubre, Kaélé, Camerun: Marthe Wandou, advocada i activista camerunesa.[55]
- 1 de novembre:
  - Szilárd Borbély, escriptor, poeta i acadèmic hongarès.
  - Ruabon, Gal·les: Leslie Mark Hughes, futbolista i entrenador de futbol gal·lès.
- 5 de novembre - Los Angeles, Califòrnia (EUA): Tatum O'Neal, actriu nord-americana[56]
- 5 de desembre: Alberto Nisman, advocat argentí que va treballar com a fiscal federal, que destacà per ser el cap de la investigació de l'atemptat de 1994 del centre jueu a Buenos Aires.
- 9 de desembre - Tòquio, Japóː Masako Owada, emperadriu del Japó per matrimoni amb emperador Naruhito.[57]
- 18 de desembre, Shawnee (Oklahoma), EUA: Brad Pitt, actor estatunidenc.
- 20 de desembre, Madrid: Helena de Borbó i Grècia, Infanta d'Espanya, germana del rei Felip VI
- Bulawayo: Wellington Chibebe, és un sindicalista zimbabuès.

## Necrològiques
Països Catalans
- 15 de gener, Palma: Antoni Torrandell i Jaume, compositor mallorquí.
- 20 de gener, Barcelona: Joaquim Dualde i Gómez, advocat i polític valencià, ministre d'Instrucció Pública i Belles Arts, 1934-1935) durant la Segona República Espanyola (n. 1875).
- 6 de març, Bellaterra, Vallès Occidental: Joan Vila i Puig, pintor paisatgista català.
- 24 de març, Barcelona: Anna Rubiés Monjonell, mestra, pedagoga i escriptora (n. 1881).[58]
- 4 d'abril, Sabadell, Vallès Occidental: Josep Maria Marcet i Coll, alcalde de Sabadell entre 1940 i 1960.
- 8 d'abril, Petra: Miriam Astruc, arqueòloga francesa, pionera en l'arqueologia feniciopúnica.[59]
- 8 de maig, Els Monjos, Alt Penedès: Palmira Jaquetti i Isant, poeta, folklorista i compositora catalana (n. 1895).[60]
- 3 de juny, Ciutat del Vaticà: Joan XXIII, Papa de l'Església catòlica (n. 1881).[61]
- 16 de juny, Lausana, Suïssa: Josep Pijoan i Soteras, arquitecte, historiador i crític d'art, assagista, poeta i agitador cultural (n. 1881).[62]
- 20 de juny, Madrid, Espanya: Manuel Benedito Vives, pintor valencià, perpetuador de l'escola valenciana del segle xix
- 8 de setembre, Madrid: Rafael Benedito Vives, compositor i pedagog musical valencià (n. 1885).
- 7 de novembre, Barcelona: Joaquim Folch i Torres, museòleg, historiador i crític d'art.
- 19 de novembre, Begur: Carmen Amaya, ballarina i cantant de flamenc catalana (n. 1918).[63]
- 18 de desembre, Gràcia, Barcelona: Maria Vila, primera actriu catalana (n. 1897).[64]

Resta del món
- 30 de gener, París, França: Francis Poulenc, compositor francès (n. 1899).[65]
- 11 de febrer, Londres, Regne Unit: Sylvia Plath, escriptora estatunidenca (n. 1932).[66]
- 4 de març, Rutherford, Nova Jersey, EUA: William Carlos Williams, poeta estatunidenc (n. 1883).[67]
- 5 de març:
  - El Caire, Egipte: Ahmad Lutfi al-Sayyid, escriptor i polític egipci (n. 1872).
  - Camden (Tennessee), EUA: Virginia Patterson Hensley, coneguda com a Patsy Cline, Lloyd Estel Copas conegut com a Cowboy Copas i Harold Franklin Hawkins conegut com a Hawkshaw Hawkins, cantants de country, morts en accident d'aviació (n. respect. el 1932, 1913 i 1921).[68]
- 11 de març, Johannesburg: Rhoda Rennie, nedadora sud-africana que va competir durant els anys vint (n. 1909).[69]
- 12 d'abril, Varsòvia, Polònia: Kazimierz Ajdukiewicz, filòsof polonès de l'escola de Lviv-Varsòvia (n. 1890).[70]
- 20 d'abril, Madrid: Julián Grimau, polític espanyol afusellat pel franquisme.
- 11 de maig, Nova York (EUA): Herbert Spencer Gasser, metge nord-americà, Premi Nobel de Medicina o Fisiologia de l'any 1944 (n. 1888).[71]
- 19 de maig, Califòrnia, Estats Unitsː Margarete Matzenauer, soprano-contralt hongaresa (n. 1881).[72]
- 28 de maig, Mosman, Sydney: Margaret Preston, pintora modernista i gravadora australiana (n. 1875).[73]
- 9 de juny, Getxo (Biscaia): José Félix de Lequerica Erquiza, polític i diplomàtic espanyol, ministre d'Afers exteriors durant el primer franquisme (n. 1891).[74]
- 12 de juny, Jackson, Mississipi (EUA): Medgar Evers, activista defensor dels drets humans estatunidenc (n. 1925).[75]
- 17 de juny, Hartley Wintney (Anglaterra): Alan Brooke, 1r Vescomte Alanbrooke, Mariscal de Camp de l'Exèrcit Britànic. Va ser Cap de l'Estat Major Imperial General durant la Segona Guerra Mundial (n. 1883).
- 27 d'agost, Accra, Ghana: William Edward Burghardt Du Bois, activista afroamericà (n. 1868).[76]
- 31 d'agost, Washington: Edith Hamilton, escriptora i hel·lenista nord-americana (n. 1867).[77]
- 3 de setembre, Londres (Anglaterra): Louis MacNeice, poeta i dramaturg irlandès (n. 1907).[78]
- 11 de setembre, Neuilly-sur-Seine: Suzanne Duchamp, pintora dadaista francesa (n. 1889).[79]
- 8 d'octubre, Ciutat de Mèxic, Mèxic: Remedios Varo, pintora surrealista mexicana, d'origen català.[80]
- 10 d'octubre, Grasse, Provença: Édith Giovanna Gassion, coneguda com a Édith Piaf, cantant francesa (tot i que oficialment consta que va morir a París l'endemà, el mateix dia que el seu amic Jean Cocteau) (n. 1915).[81]
- 11 d'octubre, Milly-la-Forêt, Illa de França, França: Jean Cocteau, escriptor, dibuixant i director de cinema francès (n. 1889).[82]
- 13 d'octubre, Nova York: Ida Helen Ogilvie, geòloga estatunidenca (n. 1874).[83]
- 5 de novembre, Ciutat de Mèxic: Luis Cernuda, poeta i crític literari espanyol (m. 1902).
- 13 de novembre, Hertfordshire: Margaret Murray, antropòloga britànica i egiptòloga; investigà a Menorca les restes megalítiques de l'illa (n. 1863).[84]
- 22 de novembre:
  - Dallas, Texas, EUA: John Fitzgerald Kennedy, president dels Estats Units assassinat en l'exercici del càrrec (n. 1917).
  - Oxford, Anglaterra: Clive Staples Lewis, crític, acadèmic i novel·lista (n. 1898).
- 12 de desembre:
  - Stuttgart (Alemanya):Theodor Heuss, polític alemany. Primer president de l'República Federal Alemanya (n. 1884[8]
  - Tòquio (Japó): Yasujirō Ozu (小津安二郎) director de cinema japonés (n. 1903).[85]
- 14 de desembre, Nancy: Marie Marvingt, atleta, esportista, alpinista, pilot i periodista francesa (n.1875).[86]
- 25 de desembre, París, França: Tristan Tzara, assagista i poeta. Fundador del moviment dadaista (n. 1896).
- 28 de desembre, Frankfurt del Main, Alemanya: Paul Hindemith, compositor alemany (n. 1895).[87]
- El Caire, Egipte: Abd el Krim, cabdill rifeny (n. 1882).
- Moscou: Deborin, filòsof soviètic